# André Even (peintre)
Pour les articles homonymes, voir André Even (homonymie) et Even.
 (juillet 2015).
Si vous disposez d'ouvrages ou d'articles de référence ou si vous connaissez des sites web de qualité traitant du thème abordé ici, merci de compléter l'article en donnant les références utiles à sa vérifiabilité et en les liant à la section « Notes et références ».
André Even né le 16 mai 1918 à Pont-Aven et mort le 14 mars 1997 à Lorient est un peintre français.

## Biographie

### Jeunesse et débuts dans la peinture religieuse
André Even naît le 16 mai 1918 à Pont-Aven,. Ses parents sont des commerçants. Il découvre la peinture grâce aux artistes qui fréquentent le commerce de son père, dont Émile Bernard.
Après sa scolarité à l'école communale de Pont-Aven, André Even suit des études de mécanicien à Lorient et à Rochefort-en-Terre, avant de recevoir une formation militaire. La déclaration de la Seconde Guerre mondiale en 1939 le contraint à quitter Pont-Aven pour Cherbourg-Octeville. Il devient missionnaire pendant la guerre, et poursuit le dessin. Mgr Lefèbvre lui conseille de renoncer à sa carrière religieuse et de se consacrer à sa vocation artistique.
En 1942, André Even s'inscrit à l’École nationale supérieure des beaux-arts de Paris dans l'atelier de Jean Souverbie et intègre celui de Maurice Denis. Par la suite, il sera embauché par le ministère des Bâtiments et Monuments historiques[Information douteuse] qui le charge de la restauration de monuments endommagés pendant la guerre. Il participe notamment à la restauration des tableaux des églises de Caen, des peintures murales de la coupole de l'église de Juay Mondaye et de la salle capitulaire de la cathédrale Notre-Dame de Bayeux. Il restaure essentiellement des peintures murales.
Au début des années 1950, André Even reçoit sa première commande d'importance du curé de Névez, pour l'église municipale, sur le thème de la Crucifixion. Le curé de Concarneau lui commande la réalisation d'une peinture murale de 300 m2 pour l'église du Saint-Cœur-de-Marie autour des épisodes de la vie de Marie, de la Nativité et de la mise au tombeau. Ces deux réalisations seront par la suite détruites, la première en 1972, la seconde en 1994.
Il réalise également une peinture murale pour l'église Jeanne-d'Arc de Lorient avec L'Apparition de saint Michel à Jeanne d'Arc. Sa première période artistique est entièrement consacrée aux peintures murales et religieuses.

### Carrière de peintre laïque
En 1955, André Even s'installe à Paris et abandonne la peinture religieuse pour la peinture de paysages, qu'elle concerne l'espace urbain de la capitale ou la campagne autour de Pont-Aven. Le peintre qualifie cette deuxième période de peinture « civile ».[réf. nécessaire]
Au cours des années 1970, André Even s'installe définitivement dans la commune de son enfance. Cette période est marquée par la création de son atelier au Lijou et par ses amitiés avec les artistes qui séjournent dans la commune bretonne et animent les soirées de l'hôtel de la Poste : Marcel Gonzales, Xavier Grall, Gérard le Gouic, Glenmor.
En 1972, il exécute la décoration du carré des officiers des bases de sous-marins de l’Île Longue et de l'Arsenal de Brest.
André Even est victime d'un accident de la circulation le 12 mars 1997 à Riec-sur-Bélon. Soigné à l'hôpital Bodélio à Lorient, il meurt le 14 mars 1997. Ses obsèques ont eu lieu le 17 mars à l'église de Pont-Aven.

## Postérité
Le 18 septembre 2017 est créée l'Association des amis du peintre André Even.
L’association a pour objet de promouvoir l'œuvre et la mémoire du peintre par différents moyens culturels. Elle siège au 17, rue du Général de Gaulle à Pont-Aven).
En partenariat avec la médiathèque de Riec sur Belon, l'association a organisé en Juillet 2018 une rétrospective de l'œuvre d'André Even à l'occasion du centenaire de sa naissance.

## Style
Il développe un style particulier de paysage : le « Chant des champs », qui le fait connaître. La composition est rigoureuse et ordonnancée tandis que les couleurs sont chaudes et variées. Le motif devient un prétexte à la décoration. Le peintre s'inscrit dans la tradition des peintres primitifs, à la fois flamands et italiens tout en conservant l'influence des peintres de l'École de Pont-Aven. Il utilise aussi une technique qui repose sur une combinaison à base de cire vierge et de pigments colorés[réf. nécessaire].

## Œuvres dans les collections publiques
Certaines toiles d'André Even ont été achetées par l’État et la Ville de Paris. D'autres sont conservées au musée de Pont-Aven, musée national d'Art moderne de Paris, musée du Vatican, musée Cantini de Marseille et Maison de Radio-France.[réf. nécessaire]
- La Crucifixion, 1950, peinture murale, 60 m2, église de Névez.
- La Vie de Marie, La Nativité et La Mise au tombeau, 1951, peintures murales, 300 m2, en collaboration avec Jean-Marie Martin, œuvres disparues, église Saint-Cœur-de-Marie de Concarneau[10].
- L'Apparition de saint Michel à Jeanne d'Arc, église Jeanne-d'Arc de Lorient.
- Le Christ vert, 1958, église de Pont-Aven[11].

## Expositions
- "Par les champs et par les grèves", Chapelle des Ursulines, Quimperlé, du 21 mai au 30 septembre 2022.
- Présidial de Quimperlé, du 1er juillet au 31 août 1996.
- Galerie Vanhove, Quimper, du 18 mai au 9 juin 1984 .
- Exposition collective, galerie Drouant, Paris, 1979, à l'occasion du cinquantenaire de la revue Le Caducée.
- Galerie Paul Vallotton, Lausanne, Suisse.
- Exposition collective, octobre 1994, Osaka, Japon.
- Exposition permanente, galerie Izart, Pont-Aven[12],[13].